# Портер, Роберт Кер
Сэр Роберт Кер Портер (1777[…], Дарем — 22 апреля [4 мая] 1842, Санкт-Петербург) — британский художник, путешественник, писатель

 и дипломат, продолжительное время живший и работавший в России.

## Биография
Роберт Кер Портер родился в 1777 году в английском городе Дареме в семье офицера. Отец Портера скончался в 1779 году. 
В 1790 году, по протекции Бенджамина Уэста, поступил в Королевскую Академию живописи, где показал большие успехи, и уже в 1792 году написал по заказу несколько картин для церквей и ряда правительственных учреждений. В 1792 году за рисунок «Аэндорская волшебница» он получил серебряную палитру от Королевского общества искусств.
В начале XIX века написал панорамы «Штурм Серингапатама» (1800) и «Переход Суворова через Чёртов Мост» (1804), выставлявшиеся им в лондонском «Лицеуме».
В 1803 году Портер поступил на военную службу, но уже в 1804 году покинул её, уехав в Санкт-Петербург, где получил звание придворного исторического живописца. В Санкт-Петербурге Портер исполнил большую картину «Основание Кронштадта Петром Великим» для зала в Главном адмиралтействе.
Покинув Россию в 1805 году, он путешествовал по Финляндии и Швеции, описав свои странствования в книге-травелоге «Travelling Sketches in Russia and Sweden during the years 1805—1808» («Заметки из путешествия по России и Швеции в 1805—1808 годах»; 2 тома с иллюстрациями автора).
Затем сопровождал британские войска генерала сэра Джона Мура в боевых действиях в Португалии и Испании, и вскоре издал описание и этого своего путешествия (1809).
В 1811 году Роберт Кер Портер снова приехал в Россию, где 7 февраля 1812 года женился на дочери генерал-поручика князя Фёдора Фёдоровича Щербатова, княжне Марии Фёдоровне (1780—1827), с которой познакомился ещё в 1804 году, но обвенчаться с которой ему тогда не удалось.
Став очевидцем событий Отечественной войны 1812 года, он издал в 1818 году книгу под заглавием «A Narrative of the Campaign in Russia during the year 1812» («Описание Русской кампании 1812 года»; Лондон, 1814; 2-е изд. — Лондон, 1818; с портретом М. Л. Кутузова; на немецком языке: Der Russische Feldzug im Jahr 1812. — Leipzig, 1815).
В 1813 году Портер снова вернулся на родину, но вскоре предпринял большое путешествие по Кавказу и Персии, которое описал в книге «Travels in Georgia, Persia, Armenia, Ancient Babylonia, 1817—1820» («Путешествие по Грузии, Персии, Армении и Древней Вавилонии, 1817—1820», 2 тома с иллюстрациями автора, 1822; извлечения из этого сочинения были вскоре переведены на русский язык напечатаны в журнале «Сын отечества»). 
В 1826 году он был назначен британским консулом в Венесуэлу, где провел 15 лет; затем вернулся в Россию, к дочери, Марии Романовне, бывшей замужем (с 1837 года) за Петром Евграфовичем Кикиным.
Роберт Кер Портер скончался 22 апреля (4 мая) 1842 года в Санкт-Петербурге и был погребён рядом с женой на Смоленском лютеранском кладбище.
Могила сохранилась. Надпись на надгробии гласит: «Здесь покоится прах сэра Роберта Кэр Портера известного английского путешественника, которым восхищаются повсюду в мире за его выдающиеся способности, и повсеместно любят за его добродетель христианскую. Почитайте эту могилу, поскольку она образует кладбище для чужестранцев в отдаленной стране. Родился 14 Апреля 1782. Умер 22 Апреля 1842».
Оставил после себя множество картин и рисунков, среди которых несколько портретов русских дипломатов.

## Галерея
- Каменный театр в Санкт-Петербурге
- Вид на Новодевичий монастырь в Москве
- Вид на Воскресенский Новоиерусалимский монастырь поблизости от Москвы
- Скит патриарха Никона поблизости от Воскресенского Новоиерусалимского монастыря
- Русские прачки (на заднем плане видна православная церковь с пятью куполами)
- Интерьер русской почтовой станции
- Православные монахи
- Архимандрит русского православного монастыря
- Уральский казак
- Башкирский начальник
- Солдат одного из пехотных полков русской Лейб-гвардии, в униформе, носившейся около 1809 года (к 1812 году была изменена)
- Офицер Атаманского казачьего полка
- Офицер британских гвардейских драгун
- Президент Венесуэлы Хосе Антонио Паэс
- Британский адмирал сэр Сидней Смит